# Lobelia ritabeaniana
Lobelia ritabeaniana là loài thực vật có hoa trong họ Hoa chuông. Loài này được E.B.Knox mô tả khoa học đầu tiên năm 1993.